# Josefov u Hodonína
Josefov (deutsch  Josefsdorf) ist eine Gemeinde mit 459 Einwohnern  (1. Januar 2023) in Tschechien. Das südmährische Weindorf liegt 9 km westlich von Hodonín in 186 m ü. M. am rechten Ufer des Flüsschens Prušánka und gehört dem Okres Hodonín an. In einer Entfernung von ca. 10 km im Süden und Osten verläuft entlang der March die Grenze zur Slowakei.

## Geschichte

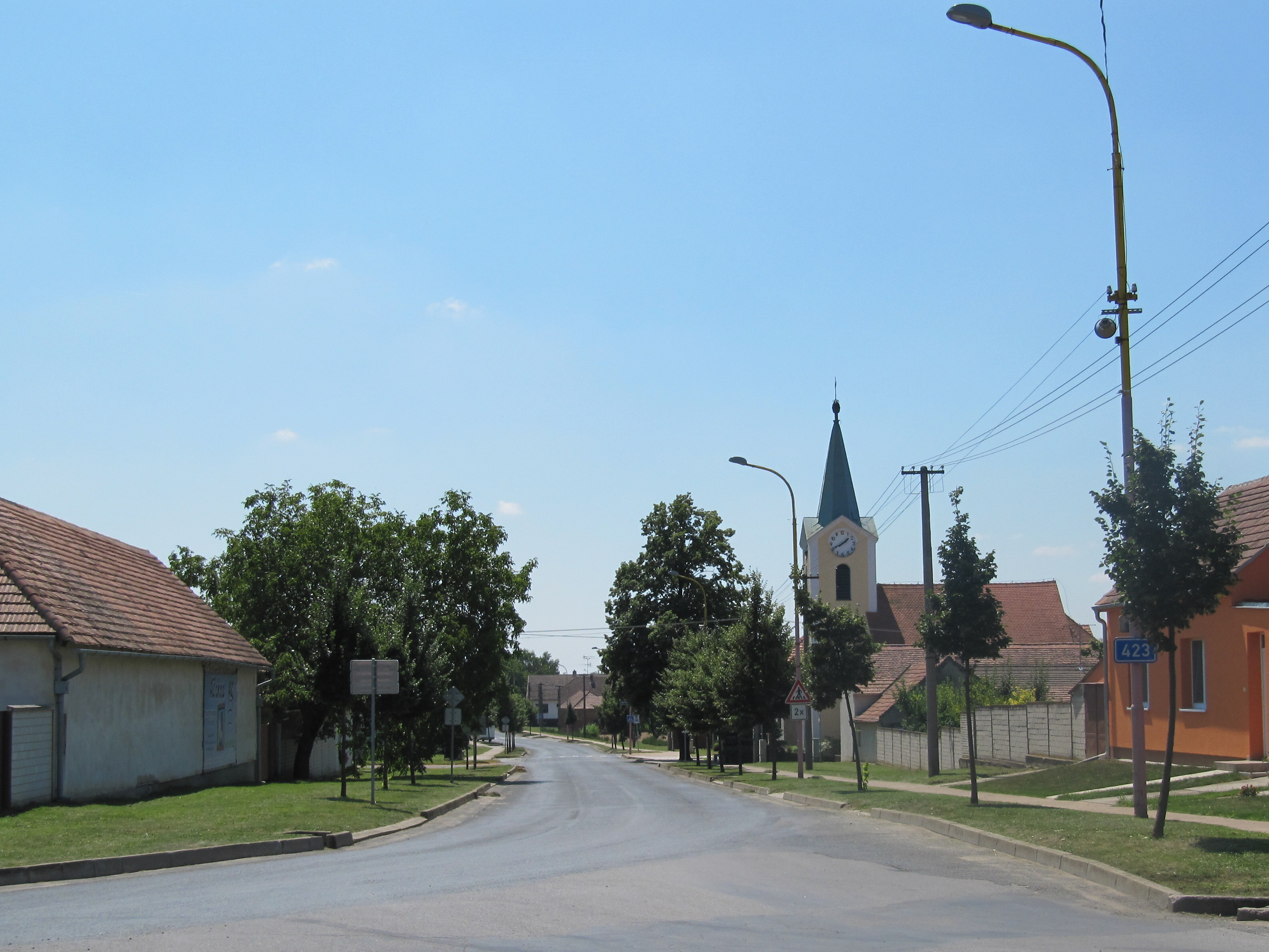
Josefov

Josefsdorf wurde 1782 auf den Fluren eines Meierhofes gegründet und nach Kaiser Joseph II. benannt.
An dieser Stelle befand sich bereits zuvor das Dorf Kukvice, das erstmals 1383 urkundlich nachweisbar war. Das nach Mikulčice gepfarrte Dorf wurde während der Auseinandersetzungen um die Krone Böhmens durch Truppen Matthias Corvinus 1469 zerstört. 1528 wurde das verwüstete Dorf wiederaufgebaut und nach seiner erneuten Zerstörung im Dreißigjährigen Krieg aufgelassen.
Die neuen Siedler wurden vom herrschaftlichen Frondienst befreit und lebten vom Weinbau und anderen Formen der Landwirtschaft. Nach der Aufhebung der Patrimonialherrschaften wurde Josefsdorf ein Ortsteil der Gemeinde Unterbojanowitz und erhielt 1867 seine Selbständigkeit.
Das Dorf besteht aus 120 Häusern und besitzt keine Ortsteile. Seine Bewohner pflegen alte Bräuche. Zu den Höhepunkten des Dorflebens gehören das Trachtenfest und das Frühlingsfest "Smrtnica", beide Feste finden jährlich statt.

## Sehenswürdigkeiten
- Die Statue der Hl. Anna aus dem Jahre 1760 wurde durch einen Hirten gestiftet, der an dieser Stelle an der Prušánka einen vergrabenen Schatz aus Goldmünzen gefunden hatte.[2]